# Kyoya Hibari
Kyoya Hibari (雲雀 恭弥?, Hibari Kyōya) è un personaggio della serie anime e manga Tutor Hitman Reborn! creata da Akira Amano.

## Personalità
Hibari Kyoya è il presidente del consiglio disciplinare della scuola Namimori, temuto da tutti gli studenti per via della sua aria cupa e di terrore che incute, ma anche per le maniere forti che usa quando le persone infrangono delle regole strambe (ad esempio chi lo sveglia quando dorme). Ama molto la scuola Namimori, tanto che la suoneria del suo cellulare è l'inno della scuola.
L'unica cosa più grande del suo orgoglio verso la scuola è il suo orgoglio personale, infatti durante lo scontro con i Varia sceglie di ignorare il danno inflitto all'edificio scolastico solo per la possibilità di combattere Mukuro Rokudo, che lo ha sconfitto una volta. Non ama la compagnia e preferisce stare da solo, e spesso minaccia "Di mordere a morte" chiunque si trovi sulla sua strada. È molto fiducioso nelle sue capacità, ma poiché si preoccupa poco degli eventi che circondano gli altri personaggi, si coinvolge solo quando c'è un degno avversario da combattere.
Sebbene abbia una predilezione per gli avversari forti, con un interesse particolare per Reborn, non ha scrupoli nello sconfiggere quelli che ritiene deboli, che chiama "erbivori".  Questi tratti lo rendono un candidato ottimale per il ruolo di Guardiano della Nuvola dei Vongola, che è colui che protegge la famiglia dai nemici esterni pur rimanendo una forza autonoma. 
Nonostante il suo aspetto freddo e violento, in realtà ha un debole per i piccoli animali come Hibird e Roll e i bambini piccoli come I-Pin. All'inizio, Tsuna non gli interessava, ma nel futuro riesce a guadagnarsi il suo rispetto, tanto che l'Hibari del futuro afferma che le uniche due persone che lo rendono felice di combattere sono Reborn e lo Tsuna del futuro. Il suo sé stesso del presente alla fine fa i conti con il suo ruolo, ma non gli piace quando gli altri lo associano al gruppo di Tsuna.

## Storia
Hibari entra in contatto con la Famiglia Vongola, quando per la prima volta combatte contro Tsuna e Reborn, che rispetta profondamente. Entra in contatto con la mafia incontrando Dino, che lo allena facendolo diventare più forte per lo scontro con i Varia. La sua forza è dimostrata durante lo scontro finale quando, avvelenato, riesce a recuperare un anello posto su di un piedistallo.
Dieci anni nel futuro Hibari crea un'organizzazione segreta con i membri del vecchio consiglio disciplinare. Durante questi 10 anni ha dimostrato di essere il più forte guardiano dei Vongola. Inoltre pare che abbia cercato informazioni sui Box weapons, insieme allo Tsuna di quell'epoca e ad Irie Shoichi (infatti l'Hibari del futuro è l'unico dei guardiani ad essere a conoscenza del loro piano di mandare le versioni giovanili di Tsuna e dei suoi guardiani nel futuro).
Nella battaglia nella base Melone difende inizialmente la base dei Vongola come detto da Tsuna, sconfiggendo svariati subordinati Millefiore da solo, poi entra nella Base Melone combattendo contro Genkishi, finché non viene sostituito dall'Hibari di 10 anni prima.
Sebbene l'Hibari del passato sia in grado di aprire una Box weapon che libera un riccio, questi impazzisce dopo aver ferito Hibari e espande i suoi picchi a grande velocità, separando il suo gruppo da Genkishi. Dopo il ricongiungimento e il ritorno a Namimori, Hibari incontra il Dino del futuro, che gli insegna come controllare la Box Weapon. Ritorna per unirsi agli altri nella battaglia contro le Sei corone funebri, dove riesce a sconfiggere Daisy usando il suo Vongola Box. 
Dopo essere tornato ai suoi tempi, l'arrivo della famiglia Shimon a Namimori lo porta a scontrarsi brevemente con uno dei suoi membri, Adelheid Suzuki, che desiderava lo scioglimento del comitato disciplinare di Hibari. Quando partecipa alla Cerimonia di successione di Tsuna, viene sconfitto dal leader dei Shimon, Enma. Dato che il suo anello viene distrutto nel combattimento, acquisisce la sua forma potenziata, il Braccialetto delle Nuvole del Vongola Gear. Quando arriva sull'isola di Shimon, procede alla sconfitta di Adelheid in battaglia.
Settimane dopo la sconfitta di Demon, Hibari è stato invitato da Reborn a unirsi alla sua squadra nella Battaglia rappresentativa dell'arcobaleno, ma ha invece accettato la richiesta di Fon di combattere come suo rappresentante perché Fon chiede solo a Hibari da solo senza altri membri come suoi rappresentanti e desidera combattere le altre squadre. Durante il secondo giorno della battaglia, Hibari combatte contro Varia insieme a Fon, squalificando Levi A Than, Lussuria, Belphegor e Squalo. È sopravvissuto all'attacco di Xanxus fino a quando non ha raggiunto il limite di tempo, ma Hibari era così insoddisfatto del combattimento incompiuto che ha distrutto il proprio orologio del capo in modo da poter continuare a combattere fuori dalla battaglia. In seguito si ricongiunge alla lotta contro il Team Bermuda nell'ultima battaglia, combattendo insieme a Mukuro contro Jager dopo che gli altri membri sono stati sconfitti. Lui e Mukuro hanno difeso Tsuna dall'attacco di Jager, dando a Tsuna l'opportunità di sconfiggere Jager.

## Poteri
Durante tutta la serie, Hibari mostra di possedere velocità, riflessi e forza sovrumane. È classificato come il più forte studente di Namimori da Futa, ed è anche notato che ha un potenziale illimitato di crescita da Dino. Le sue armi primarie sono una coppia di tonfa d'acciaio pieghevoli che hanno diversi scomparti nascosti contenenti catene e diversi tipi di punte. Dopo essere diventato un guardiano, acquisisce l'anello della nuvola, uno speciale anello di alto livello che aiuta a manifestare la sua energia in fiamme viola che possiedono caratteristiche di propagazione. Hibari possiede forti quantità di energia delle onde, al punto che quando il suo sé futuro usa anelli normali, si frantumano poco dopo. L'Hibari del futuro ha anche acquisito Box Weapon speciali che rilasciano tonfa o ricci ricoperti di fiamma quando attivati dai suoi anelli. Usando le caratteristiche della sua fiamma, i ricci possono moltiplicarsi, espandere i loro spuntoni o crescere in un'enorme sfera a spillo che può danneggiare tutto ciò che tocca o racchiudere le persone in uno spazio ermetico. 
Quando Hibari usa il suo Anello Vongola con la sua Vongola Box, rilascia un riccio che in seguito chiama "Roll". Quando è nel suo stato di Cambio Forma, Roll si trasforma nelle " Manette Alaude". Hibari è in grado di intrappolare i suoi avversari moltiplicando la quantità e le dimensioni delle manette fino a quando non diventano vincoli fisici. Le manette e le catene possono quindi stringere fino a quando il suo avversario non viene schiacciato a morte. Dopo che il suo Anello di Vongola è andato in frantumi, acquisisce la sua forma potenziata, il "Bracciale delle nuvole" di Vongola Gear. Quando usa il braccialetto per evocare Roll e attiva il suo stato di Cambio Forma, l'uniforme di Hibari e i tonfa vengono modificati. Gli consente anche di materializzare anche le manette di Alaude.